# Seznam dílů seriálu Star Trek
Toto je seznam dílů seriálu Star Trek. Americký televizní seriál Star Trek byl vysílán na stanici NBC a má celkem 79 dílů rozdělených do tří řad a pilotní díl. První díl „Past na muže“ byl v USA premiérově odvysílán 8. září 1966, poslední díl „Vetřelec v mém těle“ měl premiéru 3. června 1969. V roce 1988 byl poprvé odvysílán do té doby ztracený původní pilotní díl s názvem „Klec“.
V Česku byl seriál poprvé vysílán v letech 2002 a 2003 v České televizi.
Vysílání na stanici NBC nerespektovalo ve všech třech řadách produkční pořadí dílů. Ve stejné podobě byl seriál později vydán i na DVD (s výjimkou první edice) a BD. V České televizi byl vysílán v produkčním pořadí.

## Přehled řad
| Řada        | Díly        | Premiéra v USA | Premiéra v USA  | Premiéra v ČR  | Premiéra v ČR   |
| Řada        | Díly        | První díl      | Poslední díl    | První díl      | Poslední díl    |
| ----------- | ----------- | -------------- | --------------- | -------------- | --------------- |
| pilotní díl | pilotní díl | 4. října 1988  | 4. října 1988   | 22. února 2002 | 22. února 2002  |
| 1           | 29          | 8. září 1966   | 13. dubna 1967  | 1. března 2002 | 27. září 2002   |
| 2           | 26          | 15. září 1967  | 29. března 1968 | 4. října 2002  | 28. března 2003 |
| 3           | 24          | 20. září 1968  | 3. června 1969  | 4. dubna 2003  | 12. září 2003   |

## Seznam dílů

### Pilotní díl
| Č. v seriálu | Původní název | Český název | Rok  | Režie         | Scénář           | Premiéra v USA | Premiéra v ČR  | Prod. kód |
| ------------ | ------------- | ----------- | ---- | ------------- | ---------------- | -------------- | -------------- | --------- |
| 0            | The Cage      | Klec        | 2254 | Robert Butler | Gene Roddenberry | 4. října 1988  | 22. února 2002 | 6149-01   |

### První řada (1966–1967)
| Č. v seriálu | Č. v řadě | Původní název                   | Český název                     | Hvězdné datum | Režie              | Scénář                                                                    | Premiéra v USA     | Premiéra v ČR     | Prod. kód |
| ------------ | --------- | ------------------------------- | ------------------------------- | ------------- | ------------------ | ------------------------------------------------------------------------- | ------------------ | ----------------- | --------- |
| 1            | 1         | The Man Trap                    | Past na muže                    | 1513,1        | Marc Daniels       | George Clayton Johnson                                                    | 8. září 1966       | 29. března 2002   | 6149-06   |
| 2            | 2         | Charlie X                       | Tajemný Charlie                 | 1533,6        | Lawrence Dobkin    | námět: Gene Roddenberry scénář: D. C. Fontana                             | 15. září 1966      | 12. dubna 2002    | 6149-08   |
| 3            | 3         | Where No Man Has Gone Before    | Kam se dosud člověk nevydal     | 1312,4        | James Goldstone    | Samuel A. Peeples                                                         | 22. září 1966      | 1. března 2002    | 6149-02   |
| 4            | 4         | The Naked Time                  | Čas obnažení                    | 1704,2        | Marc Daniels       | John D. F. Black                                                          | 29. září 1966      | 5. dubna 2002     | 6149-07   |
| 5            | 5         | The Enemy Within                | Nepřítel v nás                  | 1672,1        | Leo Penn           | Richard Matheson                                                          | 6. října 1966      | 22. března 2002   | 6149-05   |
| 6            | 6         | Mudd's Women                    | Muddovy ženy                    | 1329,8        | Harvey Hart        | námět: Gene Roddenberry scénář: Stephen Kandel                            | 13. října 1966     | 15. března 2002   | 6149-04   |
| 7            | 7         | What Are Little Girls Made Of?  | Z čehopak se vyrábějí děvčátka? | 2712,4        | James Goldstone    | Robert Bloch                                                              | 20. října 1966     | 26. dubna 2002    | 6149-10   |
| 8            | 8         | Miri                            | Miri                            | 2713,5        | Vincent McEveety   | Adrian Spies                                                              | 27. října 1966     | 10. května 2002   | 6149-12   |
| 9            | 9         | Dagger of the Mind              | Dýka v mysli                    | 2715,1        | Vincent McEveety   | S. Bar-David                                                              | 3. listopadu 1966  | 3. května 2002    | 6149-11   |
| 10           | 10        | The Corbomite Maneuver          | Manévr s korbomitem             | 1512,2        | Joseph Sargent     | Jerry Sohl                                                                | 10. listopadu 1966 | 8. března 2002    | 6149-03   |
| 11           | 11        | The Menagerie (Part I)          | Zvěřinec (1. část)              | 3012,4        | Marc Daniels       | Gene Roddenberry                                                          | 17. listopadu 1966 | 7. června 2002    | 6149-16A  |
| 12           | 12        | The Menagerie (Part II)         | Zvěřinec (2. část)              | 3013,1        | Robert Butler      | Gene Roddenberry                                                          | 24. listopadu 1966 | 14. června 2002   | 6149-16B  |
| 13           | 13        | The Conscience of the King      | Jeho Veličenstvo vrah           | 2817,6        | Gerd Oswald        | Barry Trivers                                                             | 8. prosince 1966   | 17. května 2002   | 6149-13   |
| 14           | 14        | Balance of Terror               | Rovnováha hrůzy                 | 1709,2        | Vincent McEveety   | Paul Schneider                                                            | 15. prosince 1966  | 19. dubna 2002    | 6149-09   |
| 15           | 15        | Shore Leave                     | Dovolená                        | 3025,3        | Robert Sparr       | Theodore Sturgeon                                                         | 29. prosince 1966  | 21. června 2002   | 6149-17   |
| 16           | 16        | The Galileo Seven               | Sedm z Galilea                  | 2821,5        | Robert Gist        | námět: Oliver Crawford scénář: Oliver Crawford a S. Bar-David             | 5. ledna 1967      | 24. května 2002   | 6149-14   |
| 17           | 17        | The Squire of Gothos            | Zeman z Gothosu                 | 2124,5        | Don McDougall      | Paul Schneider                                                            | 12. ledna 1967     | 28. června 2002   | 6149-18   |
| 18           | 18        | Arena                           | Aréna                           | 3045,6        | Joseph Pevney      | námět: Fredric Brown scénář: Gene L. Coon                                 | 19. ledna 1967     | 12. července 2002 | 6149-19   |
| 19           | 19        | Tomorrow Is Yesterday           | Zítra bude včera                | 3113,2        | Michael O'Herlihy  | D. C. Fontana                                                             | 26. ledna 1967     | 26. července 2002 | 6149-21   |
| 20           | 20        | Court Martial                   | Vojenský soud                   | 2947,3        | Marc Daniels       | námět: Don M. Mankiewicz scénář: Don M. Mankiewicz a Steven W. Carabatsos | 2. února 1967      | 31. května 2002   | 6149-15   |
| 21           | 21        | The Return of the Archons       | Návrat Archonců                 | 3156,2        | Joseph Pevney      | námět: Gene Roddenberry scénář: Boris Sobelman                            | 9. února 1967      | 2. srpna 2002     | 6149-22   |
| 22           | 22        | Space Seed                      | Vesmírné sémě                   | 3141,9        | Marc Daniels       | námět: Carey Wilber scénář: Gene L. Coon a Carey Wilber                   | 16. února 1967     | 23. srpna 2002    | 6149-24   |
| 23           | 23        | A Taste of Armageddon           | Příchuť zkázy                   | 3192,1        | Joseph Pevney      | námět: Robert Hamner scénář: Robert Hamner a Gene L. Coon                 | 23. února 1967     | 9. srpna 2002     | 6149-23   |
| 24           | 24        | This Side of Paradise           | Vyhnání z ráje                  | 3417,3        | Ralph Senensky     | námět: Nathan Butler a D. C. Fontana scénář: D. C. Fontana                | 2. března 1967     | 30. srpna 2002    | 6149-25   |
| 25           | 25        | The Devil in the Dark           | Ďábel v temnotě                 | 3196,1        | Joseph Pevney      | Gene L. Coon                                                              | 9. března 1967     | 6. září 2002      | 6149-26   |
| 26           | 26        | Errand of Mercy                 | Věc soucitu                     | 3198,4        | John Newland       | Gene L. Coon                                                              | 23. března 1967    | 13. září 2002     | 6149-27   |
| 27           | 27        | The Alternative Factor          | Dveře do vesmíru                | 3087,6        | Gerd Oswald        | Don Ingalls                                                               | 30. března 1967    | 19. července 2002 | 6149-20   |
| 28           | 28        | The City on the Edge of Forever | Město na pokraji věčnosti       | neznámé       | Joseph Pevney      | Harlan Ellison                                                            | 6. dubna 1967      | 20. září 2002     | 6149-28   |
| 29           | 29        | Operation -- Annihilate!        | Operace: Vyhlazení              | 3287,2        | Herschel Daugherty | Steven W. Carabatsos                                                      | 13. dubna 1967     | 27. září 2002     | 6149-29   |

### Druhá řada (1967–1968)
| Č. v seriálu | Č. v řadě | Původní název               | Český název              | Hvězdné datum | Režie               | Scénář                                                        | Premiéra v USA     | Premiéra v ČR      | Prod. kód |
| ------------ | --------- | --------------------------- | ------------------------ | ------------- | ------------------- | ------------------------------------------------------------- | ------------------ | ------------------ | --------- |
| 30           | 1         | Amok Time                   | Čas amoku                | 3372,7        | Joseph Pevney       | Theodore Sturgeon                                             | 15. září 1967      | 1. listopadu 2002  | 60334     |
| 31           | 2         | Who Mourns for Adonais?     | Kdo truchlí pro Adonise? | 3468,1        | Marc Daniels        | Gilbert Ralston                                               | 22. září 1967      | 25. října 2002     | 60333     |
| 32           | 3         | The Changeling              | Podvrženec               | 3541,9        | Marc Daniels        | John Meredyth Lucas                                           | 29. září 1967      | 25. listopadu 2002 | 60337     |
| 33           | 4         | Mirror, Mirror              | Zrcadlo, zrcadlo         | neznámé       | Marc Daniels        | Jerome Bixby                                                  | 6. října 1967      | 6. prosince 2002   | 60339     |
| 34           | 5         | The Apple                   | Jablko                   | 3715,0        | Joseph Pevney       | námět: Max Ehrlich scénář: Max Ehrlich a Gene L. Coon         | 13. října 1967     | 29. listopadu 2002 | 60338     |
| 35           | 6         | The Doomsday Machine        | Stroj zkázy              | 4202,9        | Marc Daniels        | Norman Spinrad                                                | 20. října 1967     | 8. listopadu 2002  | 60335     |
| 36           | 7         | Catspaw                     | Návnada                  | 3018,2        | Joseph Pevney       | Robert Bloch                                                  | 27. října 1967     | 4. října 2002      | 60330     |
| 37           | 8         | I, Mudd                     | Já, Mudd                 | 4513,3        | Marc Daniels        | Stephen Kandel                                                | 3. listopadu 1967  | 20. prosince 2002  | 60341     |
| 38           | 9         | Metamorphosis               | Proměna                  | 3219,8        | Ralph Senensky      | Gene L. Coon                                                  | 10. listopadu 1967 | 11. října 2002     | 60331     |
| 39           | 10        | Journey to Babel            | Cesta k Babylonu         | 3842,3        | Joseph Pevney       | D. C. Fontana                                                 | 17. listopadu 1967 | 10. ledna 2003     | 60344     |
| 40           | 11        | Friday's Child              | Páteční dítě             | 3497,2        | Joseph Pevney       | D. C. Fontana                                                 | 1. prosince 1967   | 18. října 2002     | 60332     |
| 41           | 12        | The Deadly Years            | Smrtící roky             | 3478,2        | Joseph Pevney       | David P. Harmon                                               | 8. prosince 1967   | 13. prosince 2002  | 60340     |
| 42           | 13        | Obsession                   | Posedlost                | 3619,2        | Ralph Senensky      | Art Wallace                                                   | 15. prosince 1967  | 31. ledna 2003     | 60347     |
| 43           | 14        | Wolf in the Fold            | Vlk v ovčíně             | 3614,9        | Joseph Pevney       | Robert Bloch                                                  | 22. prosince 1967  | 15. listopadu 2002 | 60336     |
| 44           | 15        | The Trouble with Tribbles   | Trable s tribbly         | 4524,3        | Joseph Pevney       | David Gerrold                                                 | 29. prosince 1967  | 27. prosince 2002  | 60342     |
| 45           | 16        | The Gamesters of Triskelion | Hráči z Triskelionu      | 3211,7        | Gene Nelson         | Margaret Armen                                                | 5. ledna 1968      | 24. ledna 2003     | 60346     |
| 46           | 17        | A Piece of the Action       | Podíl z akce             | neznámé       | James Komack        | námět: David P. Harmon scénář: David P. Harmon a Gene L. Coon | 12. ledna 1968     | 14. února 2003     | 60349     |
| 47           | 18        | The Immunity Syndrome       | Imunitní reakce          | 4307,1        | Joseph Pevney       | Robert Sabaroff                                               | 19. ledna 1968     | 7. února 2003      | 60348     |
| 48           | 19        | A Private Little War        | Malá soukromá válka      | 4211,4        | Marc Daniels        | námět: Jud Crucis scénář: Gene Roddenberry                    | 2. února 1968      | 17. ledna 2003     | 60345     |
| 49           | 20        | Return to Tomorrow          | Návrat k zítřku          | 4768,3        | Ralph Senensky      | John Kingsbridge                                              | 9. února 1968      | 28. února 2003     | 60351     |
| 50           | 21        | Patterns of Force           | Principy moci            | neznámé       | Vincent McEveety    | John Meredyth Lucas                                           | 16. února 1968     | 7. března 2003     | 60352     |
| 51           | 22        | By Any Other Name           | Byť zvána jinak          | 4657,5        | Marc Daniels        | námět: Jerome Bixby scénář: D. C. Fontana a Jerome Bixby      | 23. února 1968     | 21. února 2003     | 60350     |
| 52           | 23        | The Omega Glory             | Sláva Omegy              | neznámé       | Vincent McEveety    | Gene Roddenberry                                              | 1. března 1968     | 21. března 2003    | 60354     |
| 53           | 24        | The Ultimate Computer       | Absolutní počítač        | 4729,4        | John Meredyth Lucas | námět: Laurence N. Wolfe scénář: D. C. Fontana                | 8. března 1968     | 14. března 2003    | 60353     |
| 54           | 25        | Bread and Circuses          | Chléb a hry              | 4040,7        | Ralph Senensky      | Gene Roddenberry a Gene L. Coon                               | 15. března 1968    | 3. ledna 2003      | 60343     |
| 55           | 26        | Assignment: Earth           | Místo přidělení: Země    | neznámé       | Marc Daniels        | námět: Gene Roddenberry a Art Wallace scénář: Art Wallace     | 29. března 1968    | 28. března 2003    | 60355     |

### Třetí řada (1968–1969)
| Č. v seriálu | Č. v řadě | Původní název                                      | Český název                           | Hvězdné datum | Režie               | Scénář                                                              | Premiéra v USA     | Premiéra v ČR     | Prod. kód |
| ------------ | --------- | -------------------------------------------------- | ------------------------------------- | ------------- | ------------------- | ------------------------------------------------------------------- | ------------------ | ----------------- | --------- |
| 56           | 1         | Spock's Brain                                      | Spockův mozek                         | 5431,4        | Marc Daniels        | Lee Cronin                                                          | 20. září 1968      | 9. května 2003    | 60043-61  |
| 57           | 2         | The Enterprise Incident                            | Případ Enterprise                     | 5027,3        | John Meredyth Lucas | D. C. Fontana                                                       | 27. září 1968      | 25. dubna 2003    | 60043-59  |
| 58           | 3         | The Paradise Syndrome                              | Rajský syndrom                        | 4842,6        | Jud Taylor          | Margaret Armen                                                      | 4. října 1968      | 18. dubna 2003    | 60043-58  |
| 59           | 4         | And the Children Shall Lead                        | A děti půjdou v čele                  | 5029,5        | Marvin Chomsky      | Edward J. Lakso                                                     | 11. října 1968     | 2. května 2003    | 60043-60  |
| 60           | 5         | Is There in Truth No Beauty?                       | Což v pravdě žádná krása není?        | 5630,7        | Ralph Senensky      | Jean Lisette Aroeste                                                | 18. října 1968     | 16. května 2003   | 60043-62  |
| 61           | 6         | Spectre of the Gun                                 | Přízračná přestřelka                  | 4385,3        | Vincent McEveety    | Lee Cronin                                                          | 25. října 1968     | 4. dubna 2003     | 60043-56  |
| 62           | 7         | Day of the Dove                                    | Den míru                              | neznámé       | Marvin Chomsky      | Jerome Bixby                                                        | 1. listopadu 1968  | 13. června 2003   | 60043-66  |
| 63           | 8         | For the World Is Hollow and I Have Touched the Sky | Neboť svět je dutý a já se dotkl nebe | 5476,3        | Tony Leader         | Rik Vollaerts                                                       | 8. listopadu 1968  | 6. června 2003    | 60043-65  |
| 64           | 9         | The Tholian Web                                    | Síť Tholianů                          | 5693,2        | Herb Wallerstein    | Judy Burns a Chet Richards                                          | 15. listopadu 1968 | 30. května 2003   | 60043-64  |
| 65           | 10        | Plato's Stepchildren                               | Platónovy nevlastní děti              | 5784,2        | David Alexander     | Meyer Dolinsky                                                      | 22. listopadu 1968 | 20. června 2003   | 60043-67  |
| 66           | 11        | Wink of an Eye                                     | V mžiku oka                           | 5710,5        | Jud Taylor          | námět: Lee Cronin scénář: Arthur Heinemann                          | 29. listopadu 1968 | 27. června 2003   | 60043-68  |
| 67           | 12        | The Empath                                         | Empatik                               | 5121,5        | John Erman          | Joyce Muskat                                                        | 6. prosince 1968   | 23. května 2003   | 60043-63  |
| 68           | 13        | Elaan of Troyius                                   | Elaan z Troyiu                        | 4372,5        | John Meredyth Lucas | John Meredyth Lucas                                                 | 20. prosince 1968  | 11. dubna 2003    | 60043-57  |
| 69           | 14        | Whom Gods Destroy                                  | Koho chtějí bohové zničit             | 5718,3        | Herb Wallerstein    | námět: Lee Erwin a Jerry Sohl scénář: Lee Erwin                     | 3. ledna 1969      | 18. července 2003 | 60043-71  |
| 70           | 15        | Let That Be Your Last Battlefield                  | Poslední bojiště                      | 5730,2        | Jud Taylor          | námět: Lee Cronin scénář: Oliver Crawford                           | 10. ledna 1969     | 11. července 2003 | 60043-70  |
| 71           | 16        | The Mark of Gideon                                 | Prokletí Gideonu                      | 5423,4        | Jud Taylor          | George F. Slavin a Stanley Adams                                    | 17. ledna 1969     | 25. července 2003 | 60043-72  |
| 72           | 17        | That Which Survives                                | Ta, která přetrvá                     | neznámé       | Herb Wallerstein    | námět: Michael Richards scénář: John Meredyth Lucas                 | 24. ledna 1969     | 4. července 2003  | 60043-69  |
| 73           | 18        | The Lights of Zetar                                | Světla Zetaru                         | 5725,3        | Herb Kenwith        | Jeremy Tarcher a Shari Lewis                                        | 31. ledna 1969     | 1. srpna 2003     | 60043-73  |
| 74           | 19        | Requiem for Methuselah                             | Rekviem za Metuzaléma                 | 5843,7        | Murray Golden       | Jerome Bixby                                                        | 14. února 1969     | 22. srpna 2003    | 60043-76  |
| 75           | 20        | The Way to Eden                                    | Cesta do ráje                         | 5832,3        | David Alexander     | námět: Michael Richards a Arthur Heinemann scénář: Arthur Heinemann | 21. února 1969     | 15. srpna 2003    | 60043-75  |
| 76           | 21        | The Cloud Minders                                  | Strážci oblak                         | 5818,4        | Jud Taylor          | námět: David Gerrold a Oliver Crawford scénář: Margaret Armen       | 28. února 1969     | 8. srpna 2003     | 60043-74  |
| 77           | 22        | The Savage Curtain                                 | Kruté divadlo                         | 5906,4        | Herschel Daugherty  | námět: Gene Roddenberry scénář: Gene Roddenberry a Arthur Heinemann | 7. března 1969     | 29. srpna 2003    | 60043-77  |
| 78           | 23        | All Our Yesterdays                                 | Všechny naše včerejšky                | 5943,7        | Marvin Chomsky      | Jean Lisette Aroeste                                                | 14. března 1969    | 5. září 2003      | 60043-78  |
| 79           | 24        | Turnabout Intruder                                 | Vetřelec v mém těle                   | 5928,5        | Herb Wallerstein    | námět: Gene Roddenberry scénář: Arthur Singer                       | 3. června 1969     | 12. září 2003     | 60043-79  |